# Tillandsia 'Elisa'
Tillandsia 'Elisa' es un  cultivar híbrido del género Tillandsia perteneciente a la familia  Bromeliaceae.
Es un híbrido creado en el año 1999 con las especies Tillandsia concolor × Tillandsia streptophylla.

## Cultivar
- Tillandsia 'Flagstaff'